# Uriangato
Uriangato è una città dello stato di Guanajuato, nel Messico centrale, capoluogo dell'omonima municipalità.
La popolazione della municipalità è di 62.761 abitanti (2015) e ha un'estensione di 115.76 km².